# Suore domenicane della Congregazione di Santa Caterina da Siena (Racine)
Le Suore domenicane della Congregazione di Santa Caterina da Siena, dette di Racine (in inglese Dominican Sisters of The Congregation of St. Catherine Siena of Racine), sono un istituto religioso femminile di diritto pontificio: le suore di questa congregazione pospongono al loro nome la sigla O.P.

## Storia
La congregazione fu fondata dalla religiosa tedesca Benedikta Bauer, già priora del monastero domenicano di Santa Croce a Ratisbona: nel 1858 ottenne il permesso di recarsi negli Stati Uniti d'America a capo di una missione di religiose e, dopo un periodo trascorso a Brooklyn, nel 1862 fu invitata a stabilirsi a Racine dal vescovo di Milwaukee, John Martin Henni.
Le religiose assunsero la direzione della St. Mary's School e aprirono un'accademia presso il loro monastero; non potendo continuare a osservare il genere di vita delle domenicane claustrali di Ratisbona, chiesero di essere aggregate al terz'ordine regolare domenicano.
L'istituto, affiliato all'ordine domenicano dal 12 luglio 1877, ricevette il decreto di lode dalla congregazione di Propaganda fide il 9 maggio 1905 e le sue costituzioni furono approvate definitivamente il 22 aprile 1917.

## Attività e diffusione
Le domenicane di Racine si dedicano principalmente all'istruzione e all'educazione cristiana della gioventù.
Le suore sono presenti in varie diocesi degli Stati Uniti d'America; la sede generalizia è a Racine.
Alla fine del 2011 la congregazione contava 150 religiose in 19 case.